# Stephen Chow

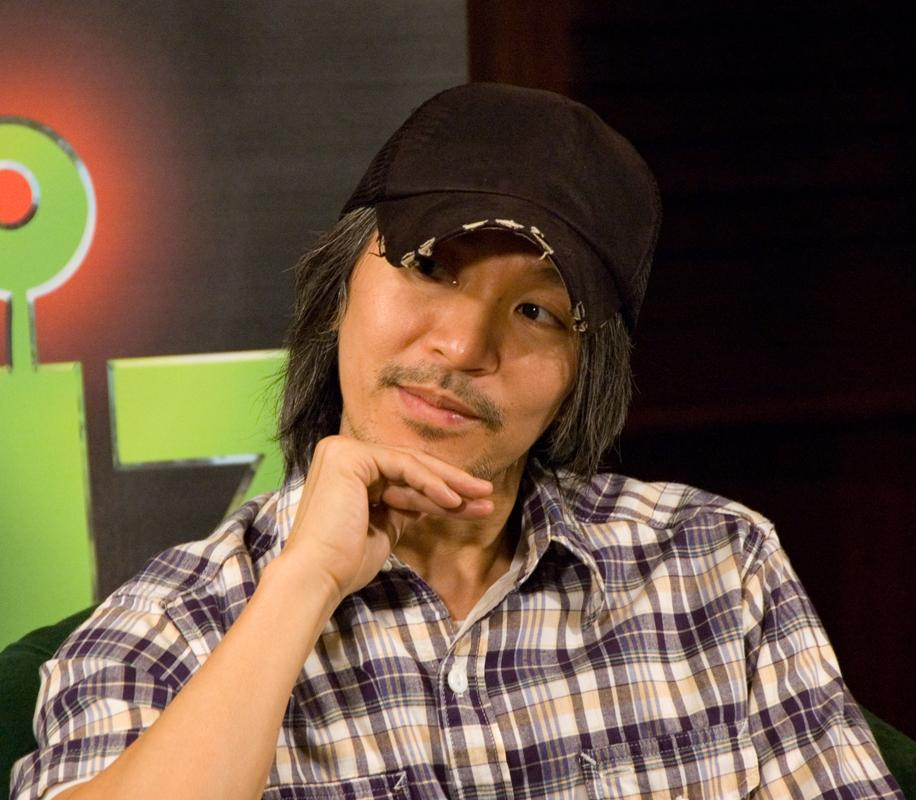
Stephen Chow, 2008

Stephen Chow (chinesisch 周星馳 / 周星驰, Pinyin Zhōu Xīngchí, Jyutping Zau1 Sing1ci4, kantonesisch Chow Sing-chi; * 22. Juni 1962 in Hongkong) ist ein chinesischer Regisseur und Schauspieler aus Hongkong.

## Biografie
Chow verbrachte seine Jugend zusammen mit drei Schwestern in Hongkong. Stephen war Bruce-Lee-Fan, seitdem er einen Kampf von ihm gesehen hatte, und erlernte wie sein Vorbild den Kung-Fu-Stil Wing Chun.
1982, nach dem Abschluss der High School, wurde er zunächst von der Fernsehgesellschaft TVB abgelehnt. Erst nach dem Besuch eines Abendkurses für Schauspielerei wurde er schließlich aufgenommen.
In Hongkong bzw. China wurde er als Moderator der Kindernachmittagssendung 430 Space Shuttle (430穿梭機) aus den 1980er Jahren bekannt.
Sein Filmdebüt hatte er 1988 mit dem Film Final Justice von Parkman Wong. Nach einigen anderen Nebenrollen wurde er für die taiwanische Auszeichnung Golden Horse Award nominiert.
Der internationale Durchbruch gelang ihm 2001 mit dem Film Shaolin Kickers aka Shaolin Soccer (kant. Siu lam juk kau). Mit dem Film Kung Fu Hustle gelang ihm ein weltweiter Erfolg. Beide Filme sind stark von Chows Mo-lei-tau Humor inspiriert.
2005 trat Chow das erste Mal in einer deutschen Fernsehsendung auf: In TV Total promotete er seinen Film Kung Fu Hustle.
Im Februar 2016 spielte seine Liebeskomödie Mermaid (美人魚) in China innerhalb von nur zwölf Tagen 2,45 Milliarden Yuan (375,6 Millionen US-Dollar) ein und wurde damit in Rekordzeit zum erfolgreichsten chinesischen Film aller Zeiten.

## Filmografie (Auswahl)
- 1986: City Wolf (英雄本色)
- 1987: Final Justice (霹雳先锋)
- 1988: Dragon Fight
- 1988: Thunder Cops
- 1988: Faithfully Yours
- 1988: He Who Chases After the Wind
- 1989: Just Heroes
- 1989: Thunder Cops 2
- 1989: Unmatchable Match
- 1990: When Fortune Smiles
- 1990: God of Gamblers 2
- 1990: All for the Winner
- 1990: Love Is Love
- 1990: Sleazy Dizzy
- 1990: My Hero
- 1990: Lung Fung Restaurant
- 1990: Triad Story
- 1990: Legend of the Dragon
- 1990: Look Out, Officer!
- 1990: Curry And Pepper
- 1991: Jetzt noch mehr verrückte Götter (als Erzähler, Crazy Safari, 非洲和尚)
- 1991: Fight Back to School (逃學威龍)
- 1991: Fist of Fury
- 1991: Tricky Brains
- 1991: Magnificent Scoundrels
- 1991: God of Gamblers 3
- 1992: All's Well, End's Well
- 1992: King of Beggars
- 1992: Justice, My Foot
- 1992: Fight Back to School II
- 1993: Flirting Scholar
- 1993: Fight Back to School III
- 1994: Love on Delivery (破壞之王)
- 1994: A Chinese Odyssey Part One (大話西遊 - 上部)
- 1994: A Chinese Odyssey Part Two (大話西遊 - 下部)
- 1994: Liebesgrüße aus Peking (國產凌凌漆)
- 1995: Sixty Million Dollar Man
- 1995: Out of the Dark
- 1996: Forbidden City Cop
- 1996: God of Cookery
- 1997: Lawyer Lawyer
- 1997: All's Well, End's Well 1997
- 1998: The Lucky Guy
- 1999: The Tricky Master
- 1999: King of Comedy (喜劇之王)
- 1999: Under Control (玻璃樽)
- 2001: Shaolin Kickers (少林足球)
- 2004: Kung Fu Hustle (功夫)
- 2007: CJ7 – A Hope (長江7號)
- 2008: Dragonball Evolution (Produzent)
- 2008: Kung Fu Girl (Produzent)
- 2013: Journey to the West: Conquering the Demons (西遊·降魔篇)
- 2016: The Mermaid (美人魚)
- 2017: Journey to the West: Demon Chapter (西遊伏妖篇) (Produzent)
- 2019: The New King of Comedy (新喜劇之王)

Quelle: Hong Kong Movie Database